# 국제분자생물학네트워크사이버랩
국제분자생물학네트워크사이버랩(International Molecular Biology Network ; eIMBL)은 분자생물학의 국제 공동연구, 관련기관간 협력사업, 인적교류 등의 활동을 수행하기 위하여 설립된 아시아·태평양경제협력체(APEC) 산하 아시아태평양국제분자생물학네트워크(A-IMBN) 소속기관이다. 광주광역시 북구 첨단과기로 123 (오룡동) 광주과학기술원 내에 위치하고 있다.

## 연혁
- 1997년           아시아·태평양국제분자생물학네트워크 서울대학교에서 개소[3]
- 2006년 11월 29일 국제분자생물학네트워크사이버랩 광주과학기술원에서 현판식[4][5]

## 사건·사고 및 논란

### 대한민국 유치
2004년 3월 4일 오명 과학기술부 장관은 정부과천청사에서 기자간담회를 갖고 “오는 3월 10일부터 12일까지 3일간 뉴질랜드 크라이스트처치에서 열릴 ‘제4차 APEC 과학기술장관회의’에 참가해 APEC기후센터와 국제분자생물학네트워크사이버랩의 한국 설립을 공식 제안하겠다”고 밝혔다. 오명 장관은 “이번 제안은 우리나라가 주도해 온 아시아·태평양 기후네트워크(APEC Climate Network)와 아시아·태평양 국제분자생물학네트워크(A-IMBN)를 확대 개편하기 위한 것”이라며 “성사될 경우 우리가 지향하는 ‘동북아 R&D(연구개발) 허브’ 기반 구축에도 기여할 것으로 기대된다”고 강조했다.
이에 대해 과학기술부 김상선 국제협력국장은 “APEC 기후센터와 국제분자생물학네트워크사이버랩을 유럽기후예보센터(ECMWF), 유럽분자생물연구소(EMBL) 등에 버금가는 기구로 육성할 수 있도록 국내 유치에 힘쓸 계획”이라고 말했다.
2004년 3월 16일 과학기술부는 오명 과학기술부 장관이 2004년 3월 10일부터 12일까지 뉴질랜드 크라이스트처치에서 열린 제4차 APEC과학기술장관회의에 참석해 APEC기후센터와 국제분자생물학네트워크사이버랩의 한국 설치를 제의, 참가국의 지지를 이끌어 냈다고 밝혔다. 국제분자생물학네트워크사이버랩은 지난 1997년 대한민국의 제안으로 서울대학교에 구축된 아시아·태평양국제분자생물학네트워크(A-IMBN)의 사무국에 설치돼 분자생물학의 국제 공동연구, 관련기관간 협력사업, 인적교류 등의 활동을 수행하게 된다.
2006년 11월 29일 광주과학기술원(원장 허성관) 생명과학과에서 임정빈 아시아·태평양분자생물학네트워크 회장 및 관계자들이 참석한 가운데 ‘시스템생물학-국제분자생물사이버랩(eIMBL-Systems Biology : electronic International Molecular Biology Laboratory, 책임자, 김도한 광주과학기술원 교수)의 현판식이 열렸다.

## 같이 보기
- 국제백신연구소
- 글로벌녹색성장연구소
- 한국생명공학연구원
- 한국세포·분자생물학회
- AIH[11]